# Casteljaloux
Casteljaloux – miejscowość i gmina we Francji, w regionie Nowa Akwitania, w departamencie Lot i Garonna.
Według danych na rok 1990 gminę zamieszkiwało 5048 osób, a gęstość zaludnienia wynosiła 165 osób/km² (wśród 2290 gmin Akwitanii Casteljaloux plasuje się na 82. miejscu pod względem liczby ludności, natomiast pod względem powierzchni na miejscu 275).